# Carol Twombly

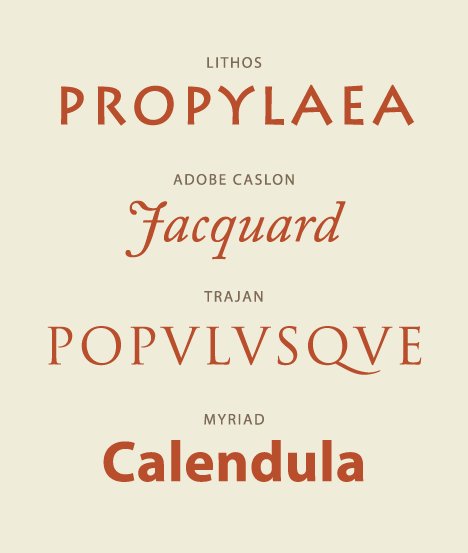
Voorbeelden van lettertypen ontworpen door Carol Twombly

Carol Twombly (Concord (Massachusetts), 13 juni 1959) is een Amerikaanse kalligrafe en letterontwerpster, bekend om onder andere haar creaties Myriad en Adobe Caslon.
Ze werkte van 1988 tot 1999 als letterontwerper bij Adobe Systems, waar ze eigen lettertypen en bijdragen aan bestaande lettertypen maakte.
Ze ging vroeg in 1999 met pensioen, om zich bezig te gaan houden met andere interesses voor ontwerp, zoals textiel en sieraden.

## Opleiding
Twombly volgde en voltooide haar opleiding aan de Rhode Island School of Design (RISD), waar ze aanvankelijk beeldhouwkunst leerde, en later haar studie aan grafisch ontwerp wijdde.
Haar docenten waren onder anderen de professoren Charles Bigelow (thans letterontwerper) en Kris Holmes, in wiens studio 'Bigelow & Holmes' ze kwam te werken, voor inspiratie en stimulans voor typografie.
Ze ontwierp daar lettertype Mirarae waarvoor ze de Morisawa-prijs ontving.
Twombly studeerde af aan Stanford-universiteit als een van de vijf die het nagelnieuwe programma voor digitale typografie doormaakten.
Sinds 1988 werkt ze als ontwerper bij Adobe Type.

## Onderscheidingen
- Twombly kreeg in 1984 de Morisawa gouden prijs
- In 1994 won ze de Prix Charles Peignot van de ATypI, als eerste vrouw en tweede amerikaan, voor een veelbelovende letterontwerper onder de 35 jaar.

## Lettertypen van Twombly
- Mirarae (1984)
- Charlemagne (1989)
- Lithos (1989)
- Trajan (1989)
- Adobe Caslon (1990)
- Myriad (1991, ontworpen met Robert Slimbach)
- Viva (1993)
- Pepperwood (1993)
- Rosewood (1993)
- Zebrawood (1993)
- Nueva (1994)
- Chaparral (1997)
- Ponderosa